# Диц, Август
Август Диц (19 октября 1869 — 26 сентября 1963) — филателист, редактор и издатель, специализировавшийся на изучении почтовых отправлений и истории почты Конфедеративных Штатов Америки .

## Ранний период жизни
Диц родился в Пруссии 19 октября 1869 года. В 1871 году он переехал в Ричмонд (штат Вирджиния, США), и в 1888 году начал коллекционировать почтовые марки.
Он умер 26 сентября 1963 года в Ричмонде (штат Вирджиния, США).

## Филателистическая карьера
Поскольку он был квалифицированным литографом и типографом, а также имел доступ к некоторым почтовым источникам Конфедеративных Штатов Америки, он заинтересовался историей почты и почтовых марок Конфедеративных Штатов Америки.
Сегодня его считают отцом конфедеративной филателии.
Он обосновался в Ричмонде по адресу: 900 West Clay Street, Station A, Richmond, Virginia.

## Редактор и издатель
В 1896 году Диц стал редактором журнала «The Virginia Philatelist» ("Филателист Вирджинии"), ежемесячного филателистического журнала, издававшегося в Ричмонде. В 1901 году он основал собственную типографию под названием «Dietz Printing Company».  В 1924 году он начал писать статьи о почтовых марках Конфедеративных Штатов Америки и в конечном итоге стал редактором журналов «The Southern Philatelist» ("Южный филателист")(1924–1929) и «The New Southern Philatelist» ("Новый южный филателист") (1929–1933).

## Сочинения
Диц считался экспертом по почтовым маркам Конфедеративных Штатов Америки и много писал на эту тему. Среди его трудов:
- The engraver of the Five Cents De La Rue (1941)
- The South's "Way of Life" - Random Notes for the Student of Confederates (1944)
- The Confederate States Post-Office Department, its stamps & stationery (1948)
- Dietz Confederate States Catalog and Handbook, (1931, expanded and reissued in 1937, 1945, and 1959, expanded and published in 1986 as Specialized Catalog of the Postage Stamps of the Confederate States of America.)
- Stamp and Cover Collecting (1933-36)
- Stamp and Cover Collectors Review (1937-39)
- The Postal Service of the Confederate States of America (1939)

## Награды
Диц получил множество наград, в том числе:
- 1938 – награждён медалью Линденберга Берлинским филателистическим клубом
- 1940 год – награжден первой наградой Лаффа Американским филателистическим обществом за выдающийся вклад в филателию.
- 1948 год – присвоено почетное звание «Генерала» Конфедеративным филателистическим альянсом (<a href="https://en.wikipedia.org/wiki/Confederate_Stamp_Alliance" rel="mw:ExtLink" title="Confederate Stamp Alliance" class="cx-link" data-linkid="83">Confederate Stamp Alliance</a>).
- 1955 – награждён медалью Лихтенштейна Клубом коллекционеров Нью-Йорка.
- 1964 — включён в Зал славы Американского филателистического общества.

## Награда Августа Дитца
Награда Августа Дитца (August Dietz Award) названа в честь отца-основателя и первого президента (1935–1939) Конфедеративного филателистического альянса. Она присуждается за выдающиеся исследования и публикации в области филателии Конфедеративных Штатов Америки. С 1962 года по 1978 год награда вручалась за статьи, опубликованные в журнале "Confederate Philatelist" ("Конфедеративный филателист"). После 1978 года критерии были изменены, и теперь на награду могут быть номинированы любые статьи и публикации в области филателии Конфедеративных Штатов Америки.